# Життя Терези (фільм, 2016)
«Життя Терези» (фр. Les vies de Thérèse) — французький документальний фільм 2016 року, поставлений режисером Себастьєном Ліфшицем. Світова прем'єра відбулася 16 травня 2016 року на 69-му Каннському міжнародному кінофестивалі, де фільм брав участь в секції Двотижневик режисерів та отримав премію Queer Palm.
Фільм розповідає про останні тижні життя відомої французькою феміністки Терези Клерк, яка померла від раку 17 лютого 2016 року. Вона була видатної фігурою феміністському руху у Франції після 1968 року та активісткою у боротьбі за легалізацію абортів, гендерну рівність та прав ЛГБТ.

## Визнання
| Нагороди та номінації фільму «Життя Терези» | Нагороди та номінації фільму «Життя Терези» | Нагороди та номінації фільму «Життя Терези» | Нагороди та номінації фільму «Життя Терези» | Нагороди та номінації фільму «Життя Терези» | Нагороди та номінації фільму «Життя Терези» |
| Рік                                         | Кінофестиваль/кінопремія                    | Категорія/нагорода                          | Номінант                                    | Результат                                   | Результат                                   |
| ------------------------------------------- | ------------------------------------------- | ------------------------------------------- | ------------------------------------------- | ------------------------------------------- | ------------------------------------------- |
| 2016                                        | Каннський міжнародний кінофестиваль         | Премія Queer Palm                           | Життя Терези                                | Перемога                                    | [ 2 ]                                       |
| 2016                                        | Каннський міжнародний кінофестиваль         | Премія Золоте око                           | Життя Терези                                | Номінація                                   |                                             |